# Artemissia (Zakynthos)
Artemissia este un oraș din Grecia, în prefectura Zakynthos.